# Cemophora
Cemophora – rodzaj węży z podrodziny Colubrinae w rodzinie połozowatych (Colubridae).

## Zasięg występowania
Rodzaj obejmuje gatunki występujące endemicznie w Stanach Zjednoczonych. 

## Systematyka

### Etymologia
Cemophora: gr. κημος kēmos „kaganiec”; φoρος phoros „dźwigający”, od φερω pherō „nosić”.

### Podział systematyczny
Do rodzaju należą następujące gatunki: 
- Cemophora coccinea (Blumenbach, 1788)
- Cemophora lineri Williams, Brown & Wilson, 1966